# Chiropraktik
Die Chiropraktik (von altgriechisch χείρ cheir ‚Hand‘ und πρακτικός praktikós ‚tätig‘) ist eine alternativmedizinische Behandlungsmethode mit dem Ziel, Funktionsstörungen an den der Bewegung und Stützung des menschlichen Körpers dienenden Körperteilen, besonders der Wirbelsäule, zu finden und durch spezielle Handgriffe zu beseitigen.
Therapeutische Wirksamkeit und Wissenschaftlichkeit der Methode gegenüber anderen Therapieformen werden bestritten. Chiropraktik basiert auf mehreren pseudowissenschaftlichen Ideen.
Ursprünglich wurde in der im 19. Jahrhundert von Daniel David Palmer begründeten Chiropraktik die These vertreten, dass verschiedene, auch nicht-orthopädische Krankheiten durch eine Fehlstellung der Wirbelgelenke verursacht würden und dementsprechend durch eine manipulative Korrektur (Manipulation) der Fehlstellung geheilt werden könnten. Diese Ansicht widerspricht modernen Erkenntnissen der Anatomie, Physiologie und Pathologie des menschlichen Organismus. ChiroSuisse, die Schweizerische Gesellschaft für Chiropraktik, fokussiert die Chiropraktik nur noch auf die Behandlung von „funktionellen, reversiblen Störungen des Bewegungsapparats“.
In Deutschland ist Chiropraktiker ein staatlich nicht anerkannter, nicht geregelter Beruf. In Österreich ist die Ausübung der Chiropraktik Ärzten und Physiotherapeuten vorbehalten. In anderen Ländern wie der Schweiz oder USA wird eine geregelte Ausbildung benötigt.
Die Manuelle Medizin geht unter anderem auch von Methoden der Chiropraktik aus.

## Geschichte
Bereits in der Antike wurden (bei Hippokrates und Galenos) Praktiken geschildert, mit der bloßen Hand therapeutische Effekte zu bewirken.
Auch Guido Guidi beschrieb derartige „chiropraktische“ Bearbeitungen des Rückens mit den Händen, dem Gesäß oder den Füßen bei Luxationen bzw. Verkrümmungen der Wirbelsäule. Begründer der heutigen Chiropraktik war Daniel David Palmer. Er wurde vermutlich von Jim Atkinson aus Davenport in Iowa in dieser Behandlungsmethode ausgebildet. Um sie selbst vermarkten zu können, erfand er den Namen „Chiropractic“. Seine Gründungslegende lautet hingegen: „Harvey Lillard, der Pförtner des Rayan-Blockhauses, in dem ich meine Praxis hatte, war schwerhörig. Er hörte nicht mehr das Gerattere eines Pferdefuhrwerks auf der Straße und nicht mehr das Ticken seines Weckers. Ich wollte wissen, woher diese ‚Taubheit‘ kam, da sagte er zu mir, dass er etwas Schweres gehoben habe, in einer verkrampften, gebeugten Haltung. Er hätte dann das Gefühl gehabt, dass etwas abgedrückt worden sei in seinem Rücken, und unmittelbar danach sei er taub geworden. Die Untersuchung ergab: Ein Wirbel war abgedrängt aus seiner normalen Lage. Ich dachte mir, wenn der Wirbel wieder richtig sitzen würde, dann müsste das Gehör des Mannes wieder funktionieren. Mit diesem Ziel vor Augen versuchte ich – in einem halbstündigen Gespräch –, Herrn Lillard davon zu überzeugen, dass er erlauben sollte, die Rückplatzierung vorzunehmen. Ich brachte den Wirbel in seine richtige Position, indem ich den Dornfortsatz (Proc. spin.) des Wirbels als Hebel verwendete, und kurz darauf konnte der Mann wie vorher hören. Daran war nichts Zufälliges, sondern es war die Vollendung eines bewussten Zieles, und das Resultat entsprach den Erwartungen.“

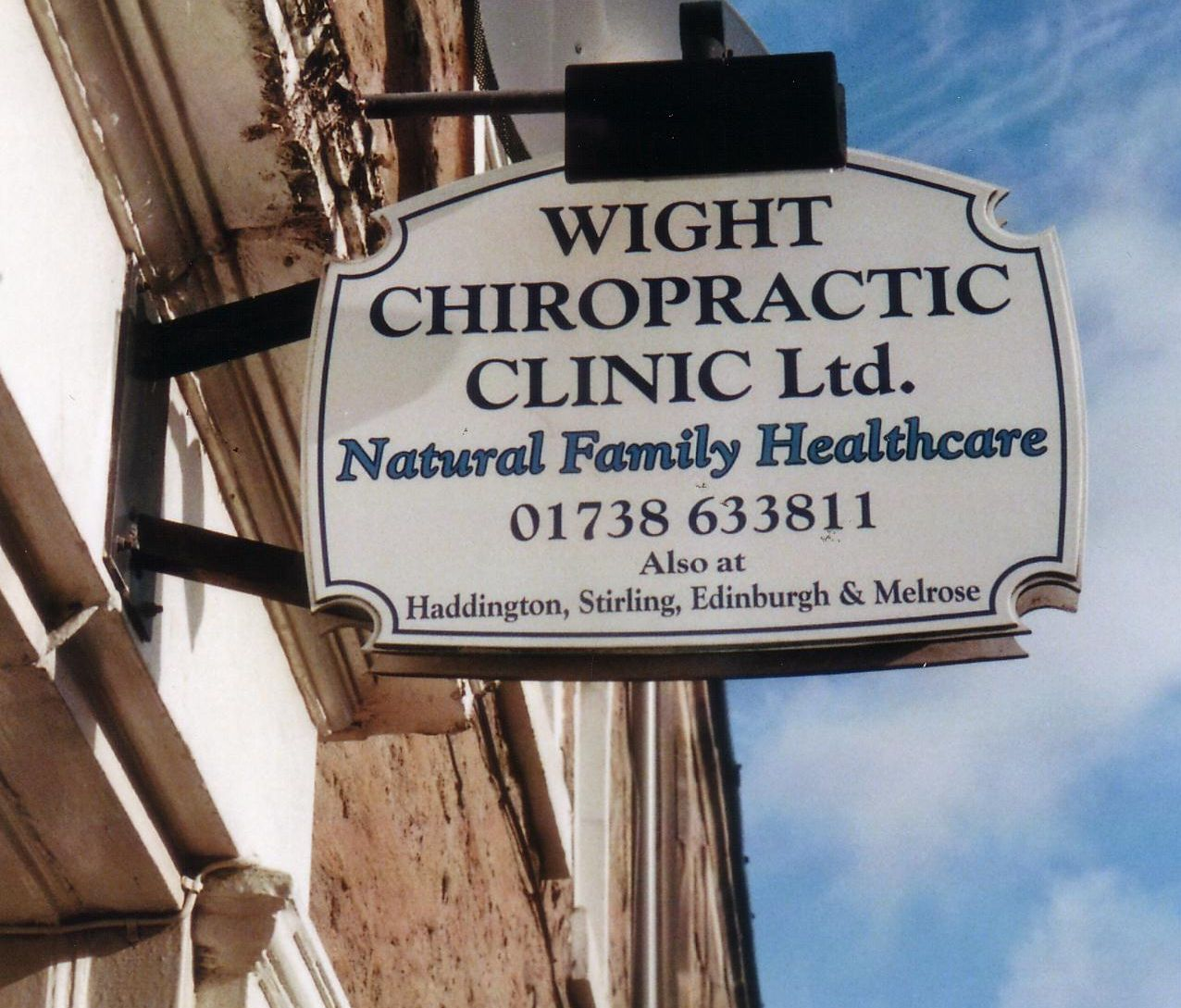
Chiropraktische Familienfürsorge in Schottland

Palmer erklärte das vermeintlich Neue an seiner Behandlungsmethode so: „Die Grundprinzipien und die Prinzipien der Chiropraktik, die sich daraus entwickelt haben, sind nicht neu. Ich beanspruche dennoch, der Erste zu sein, der einen verschobenen Wirbel unter Verwendung der Dorn- und Querfortsätze (Proc. spin. u. trans.) als Hebel benutzt, wodurch der ausgerenkte Wirbel wieder seine normale Position erlangt. Von dieser Grundtatsache ausgehend, wurde eine Wissenschaft geschaffen, die dazu bestimmt ist, die Theorie und Praxis der Heilkunst zu revolutionieren.“ (Übersetzungen: D. Oesch)
Nach Deutschland gelangte die Chiropraktik (ebenso wie die Osteopathie) durch den am 22. Dezember 1869 in Krachen/Schlesien geborenen, vorübergehend in den USA lebenden Pastor Gustav A. Zimmer, der nach Rückkehr im Jahre 1927 in Dresden eine Ausbildungsstätte für Chiropraktik und Osteopathie betrieb, die vor allem von Heilpraktikern besucht wurde. Zimmer beendete seine berufliche Tätigkeit im Jahre 1938 und starb am 17. Dezember 1939. Drei der von Zimmer veröffentlichten Bücher standen auf der „Liste des schädlichen und unerwünschten Schrifttums“ und wurden von den Nationalsozialisten verboten. In den 1940er und 1950er Jahren befassten sich auch Mediziner wie Kurt Rüdiger von Roques (1938 von Werner Kollath in einem Brief auf die Chiropraktik als neue Therapieform aufmerksam gemacht), Werner Lempfuhl, Ludwig Zukschwerdt, Freimut Biedermann (1915–1983), Kurt Gutzeit, Albert Cramer und Karl Sell mit der Chiropraktik. Mit der 1950 von Roques erschienenen Übersetzung von Speranskis Schrift Grundlagen einer Theorie der Medizin, trug die ärztliche Chiropraktik zur Theorie der neuen Therapie bei. Nunmehr wurde nicht mehr von einer übergeordneten „Lebenskraft“ ausgegangen, sondern die Diagnostik und Therapie sollte auf der Erkennung vertebraler und neurologischer Zustände beruhen. (Die esoterische Wirkungstheorie des Lebenskraftprinzips hatte zu einer Ablehnung der Chiropraktik durch das Reichsgesundheitsamt geführt.)
Nach dem Zweiten Weltkrieg und der Legalisierung einer bereinigten Fassung des Heilpraktikergesetzes vom 17. Februar 1939 nahm der Nürnberger Heilpraktiker Willi Schmidt seine im Jahre 1938 begonnene kollegiale Fachfortbildung wieder auf, darunter von 1951 an auch in Chiropraktik. Kurt Rüdiger von Roques gründete im Dezember 1953 die Forschungs- und Arbeitsgemeinschaft Chiropraktik (FAC) und wurde zu deren gewähltem Vorsitzenden. Im Jahre 1959 übernahm Schmidt die Leitung der Arbeitsgemeinschaft für Chiropraktik und Osteopathie in der DH mit Arbeitskreisen in allen Landesverbänden, einem jährlichen zentralen Fachfortbildungskongress in Bad Homburg und der Herausgabe von insgesamt 92 Ausgaben der Fortbildungsblätter der Arbeitsgemeinschaft Deutscher Chiropraktoren und Osteopathen in der DH, die von 1959 bis 1971 erschienen. Im Jahre 1952 veröffentlichte der Hamburger Heilpraktiker Werner Peper D. C., Absolvent der amerikanischen Palmer School of Chiropractic das Buch Technik der Chiropraktik.

## Techniken der Chiropraktik

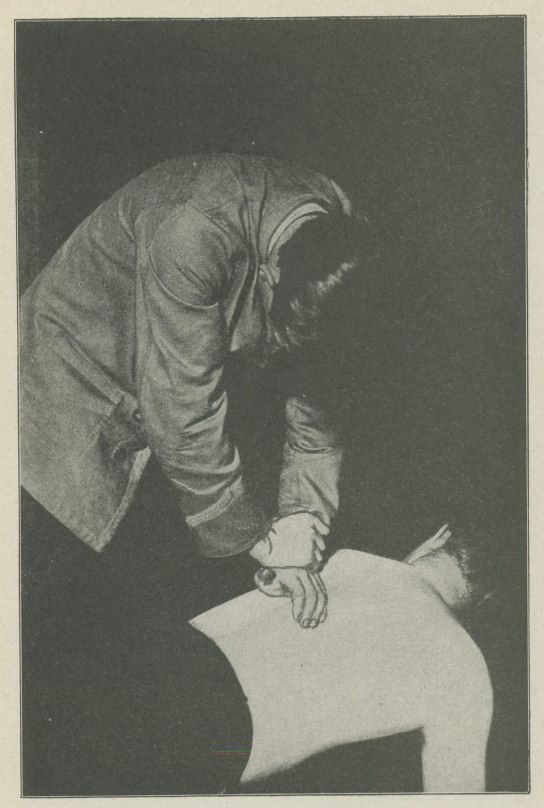
Adjustierung

1. Adjustierung:
 Diese Adjustierung wird durch speziell erlernte Handgriffe erzielt. Sie haben das Ziel, in der Chiropraktik so bezeichnete Subluxationen an der Wirbelsäule (an den Zygapophysialgelenken) wieder aufzuheben und damit den Druck auf die Spinalnerven (lateral) oder das Rückenmark (medial) zu beseitigen. Gelingt dies, dann verschwänden die Schmerzen in kurzer Zeit, z. B. bei einer Ischialgie (Ischiasreizung).
2. Traktion:
 Bei der Traktion werden die Gelenkpartner durch Zug voneinander entfernt. Dies führe unter anderem zu Druckminderung, Entlastung und Schmerzlinderung. Außerdem verbessere sich durch die Dehnung der Bänder und der Gelenkkapsel die Beweglichkeit.
3. Translatorisches Gleiten, auch Mobilisation genannt:
 Um das verlorengegangene Gelenkspiel, und somit auch die Beweglichkeit, wiederherzustellen, werden die Gelenkanteile parallel gegeneinander bewegt.
4. Weichteilbehandlung:
 Durch Dehn- und Entspannungstechniken soll die Muskulatur so verlängert werden, dass sie sich dem neugewonnenen Gelenkspiel anpasst.
5. Reflextechniken:
 Unter Ausnutzung von Nervenreflexen solle die Spannung der Muskulatur und die Schmerzwahrnehmung beeinflusst werden. Mittels Reflextherapien könne auch auf das zentrale Nervensystem eingewirkt werden, z. B. auf das vegetative Nervensystem und auch auf kognitive Bereiche.

## Chiropraktik in Deutschland
In Deutschland bestehen keine speziellen Regelungen für die Ausübung des Berufs „Chiropraktor“. Zur Ausübung des Berufs des Chiropraktors oder des Therapiefachs Chiropraktik muss man entweder Arzt oder Heilpraktiker sein (siehe Heilpraktikergesetz, 1. Durchführungsverordnung). Im Ausland qualifizierte Chiropraktoren müssen daher eine Heilpraktikererlaubnis erlangen, um in Deutschland zu praktizieren. In der Praxis haben Behörden regelmäßig dafür aber eine umfassende Kenntnisprüfung verlangt. In der jüngeren Vergangenheit haben einige Verwaltungsgerichte dies beanstandet und geurteilt, dass eine Ausbildung im Ausland anzuerkennen sei.
Der erste Absolvent einer amerikanischen Chiropraktik-Schule, der Palmer School of Chiropractic, eröffnete 1924 in Frankfurt/Main eine Praxis. In den frühen 1950er Jahren wollte Werner Pepper, ebenfalls ein Absolvent der Palmer School, eine Zweigstelle der Palmer School in Deutschland eröffnen. Dies wurde seitens der Schulleitung abgelehnt.

## Chiropraktik in der Schweiz
In der Schweiz ist der Chiropraktor eine anerkannte Medizinalperson, die in eigener Verantwortung Funktionsstörungen und schmerzhafte Zustände der Wirbelsäule und des Bewegungsapparates diagnostiziert und behandelt. Die fünf Medizinalberufe in der Schweiz umfassen den Chiropraktor, den Humanmediziner, den Zahnarzt, den Tierarzt und den Apotheker. In den folgenden Bundesgesetzen und den entsprechenden Verordnungen werden die Ausbildung und die Tätigkeit der Chiropraktoren sowie die obligatorische Kostenübernahme chiropraktischer Leistungen geregelt: Medizinalberufegesetz (MedBG), Krankenversicherungsgesetz (KVG), Unfallversicherungsgesetz (UVG), Militärversicherungsgesetz (MVG), Strahlenschutzgesetz (StSG).
Gesetzlich sind die Leistungen der Chiropraktoren als Pflichtleistungen von Medizinalpersonen anerkannt worden, als 1964 das Kranken- und Unfallversicherungsgesetz (KUVG) von 1911 teilrevidiert wurde. Seitdem werden die chiropraktischen Leistungen von der obligatorischen Grundversicherung der Krankenkassen gedeckt. Der Chiropraktor ist nebst dem Humanmediziner der einzige gesetzlich geregelte Erstkontakt für den Patienten.
In der Schweiz dürfen nur ausgebildete Medizinalpersonen Chiropraktik anbieten. In ChiroSuisse, dem Verband der Schweizer Chiropraktik, sind die Mitglieder organisiert.

### Aus-, Weiter- und Fortbildung
In der Schweiz wird das Studium der Chiropraktik seit Herbst 2008 an der medizinischen Fakultät der Universität Zürich angeboten. Es dauert zwölf Semester zuzüglich Krankenhauspraktika und führt über das Bachelorstudium in Medizin (B Med) zum Masterstudium (M med. Chiro), optional weiter zum chiropraktischen Doktorat (Dr. med. chiro). Die Schweizerische Akademie für Chiropraktik, die akkreditiert ist durch das eidgenössische Bundesamt für Gesundheit, ist für die Weiterbildung der Chiropraktoren zuständig. Ihr obliegt auch die Durchführung der Prüfung zum Fachchiropraktor.
Die Chiropraktoren sind wie alle Medizinalpersonen zur jährlichen Fortbildung von 80 Stunden pro Jahr innerhalb eines gesetzlich gegebenen Rahmens verpflichtet.

## Gegenanzeigen und unerwünschte Wirkungen
Allgemein ist eine Abklärung bestimmter Wirbelsäulenschäden (beispielsweise Metastasen, Tumoren) erforderlich. Hierzu reichen – beim Kreuzschmerz – die Anamnese (Erhebung der Krankengeschichte) und die Untersuchung aus. Eine Bildgebung ist nicht erforderlich.
Chiropraktische Manöver an der Halswirbelsäule gelten als unabhängige Risikofaktoren für die Entwicklung von Schlaganfällen infolge von Dissektionen der Arteria vertebralis (Wirbelarterie).

## Wissenschaftlichkeit und Wirksamkeit
Bei vegetativen Schmerzzuständen bei Osteochondrose und Subluxationen der Wirbelsäule wurden Erfolge verzeichnet, bei denen jedoch die Möglichkeit suggestiver Effekte denkbar ist.
In einem Übersichtsartikel zur Chiropraktik vom Mai 2008 kam der Leiter der Abteilung für Naturheilkunde der englischen Universität von Exeter, Edzard Ernst, nach Durchsicht wissenschaftlicher Artikel zum Thema zum Schluss, dass die Chiropraktik auf „mystischen Konzepten“ basiere. Außerdem basierten die grundlegenden Konzepte der Chiropraktik wie Subluxation von Wirbeln und die spinale Manipulation nicht auf „solid science“ (= „fundierter Wissenschaft“).
Auch neuere Untersuchungen zeigen, dass es keinen Zusammenhang zwischen Krankheit und Subluxation von Wirbeln durch ungünstige Beeinflussung der angeblich betroffenen Nerven zu geben scheint.
Dem emeritierten Schweizer Professor für orthopädische Chirurgie Max Geiser zufolge hätten weder die Chiropraktik noch die „sogenannte manuelle Medizin“ bis heute den Beweis geliefert, „ernsthafte, nicht spontan remittierende Affektionen des Bewegungsapparates beheben zu können und mehr zu leisten als alle übrigen Scheinbehandlungen der Alternativ- und Komplementärmedizin“.
Eine systematische Übersichtsarbeit der Cochrane Collaboration aus dem Jahre 2003, die die Behandlung von Rückenschmerzen mittels spinaler Manipulation zum Thema hatte, zeigte keine Vorteile gegenüber anderen, nicht-kontraindizierten Behandlungsmethoden, wie allgemeinärztliche Behandlung, Schmerzmittel, Physiotherapie, Heilgymnastik oder Rückenschule. In einer Übersichtsarbeit aus dem Jahre 2011 wurden bezüglich Schmerzreduktion und Funktionsverbesserung bei Patienten mit chronischem Kreuzschmerz keine klinisch relevanten Unterschiede der spinal-manipulativen Therapie zu anderen etablierten Therapien festgestellt. Schwerwiegende Komplikationen konnten in dieser Analyse auch nicht beobachtet werden. Ungeklärt blieb, ob eine Überlegenheit der spinalen Manipulation gegenüber Placebo besteht, weil sich nur wenige und typischerweise mit hohem Verzerrungsrisiko behaftete Studien diesem Aspekt widmen. Auch bei akutem Kreuzschmerz zeigte die spinal-manipulative Therapie weder gegenüber einer (empfohlenen) Standardbehandlung, einer Placebobehandlung noch als Zusatz einer anderen Behandlung Vorteile. Weder verbessern sich die Schmerzen, noch der von Patienten subjektiv wahrgenommenen Gesundheitszustand im Vergleich zu einem nicht zielgerichteten Ansatz. Ob Chiropraktik bei unspezifischen Nackenschmerzen wirksam ist, ist aufgrund der sehr geringen Datenqualität fraglich.
Nach Ausbruch von COVID-19 mehrten sich auf sozialen Medien wie Twitter Falschmeldungen über eine angebliche durch die spinal-manipulative Therapie vermittelte Steigerung bzw. einen „Boost“ des Immunsystems. Es gibt jedoch keine seriösen Hinweise darauf, dass diese einen solchen Einfluss auf das Immunsystem entfalten könnte.

### Historische Schriften
- Albert Baginsky: Zur Geschichte der Chiropraktik. In: Naturheilpraxis. 8, 1955, S. 138.
- Kurt Rüdiger von Roques: Über Notwendigkeit und Form des Einbaus der Chiropraktik in die Medizin. In: Neuralmedizin. 2, 1954, S. 156–161.
- Fred W. Illi: Becken und Chiropraktik. Neue Erkenntnisse und Behandlungsmöglichkeiten. Übersetzt aus dem Französischen von Kurt Rüdiger von Roques und Freimut Biedermann. Saulgau 1953.
- Wie ist die chiropraktische Behandlungsweise zu beurteilen? Welchen Heilwert hat sie? (= Briefkaster. Frage 48). In: Reichsgesundheitsblatt. Jahrgang 16, 1941, S. 218.

### Geschichte der Chiropraktik
- Albert Cramer, Jens Doering, Gottfried Gutmann (Hrsg.): Geschichte der manuellen Medizin. Berlin 1990, ISBN 978-3-540-19493-4.
- Heinz Mittelmeier: Die Entwicklung der Manuellen Medizin mit besonderem Bezug zur Orthopädie. Ein zeitgeschichtlicher biographischer Nachruf für Dr. med. Albert Cramer. In: Orthopädische Praxis. Sonderheft 7, 2011.
- Erwin Lorez und Raymond Sandoz: Anfänge der Chiropraktik in der Schweiz. Münchenstein 2003.
- Florian Mildenberger: Verschobene Wirbel – verschwommene Traditionen. Chiropraktik, Chirotherapie und Manuelle Medizin in Deutschland. Stuttgart 2015.